# Merophyas
Merophyas is een geslacht van vlinders van de familie bladrollers (Tortricidae), uit de onderfamilie Tortricinae.

## Soorten
- M. calculata (Meyrick, 1910)
- M. divulsana (Walker, 1863)
- M. immersana (Walker, 1863)
- M. petrochroa (Lower, 1908)
- M. scandalota (Meyrick, 1910)
- M. tenuifascia (Turner, 1926)
- M. therina (Meyrick, 1910)